# Ruta Provincial 49 (Buenos Aires)
La Ruta Provincial 49 es una carretera pavimentada de 19 km de extensión ubicada en el Gran Buenos Aires, en el noreste de la provincia de Buenos Aires, en Argentina.

## Características y recorrido

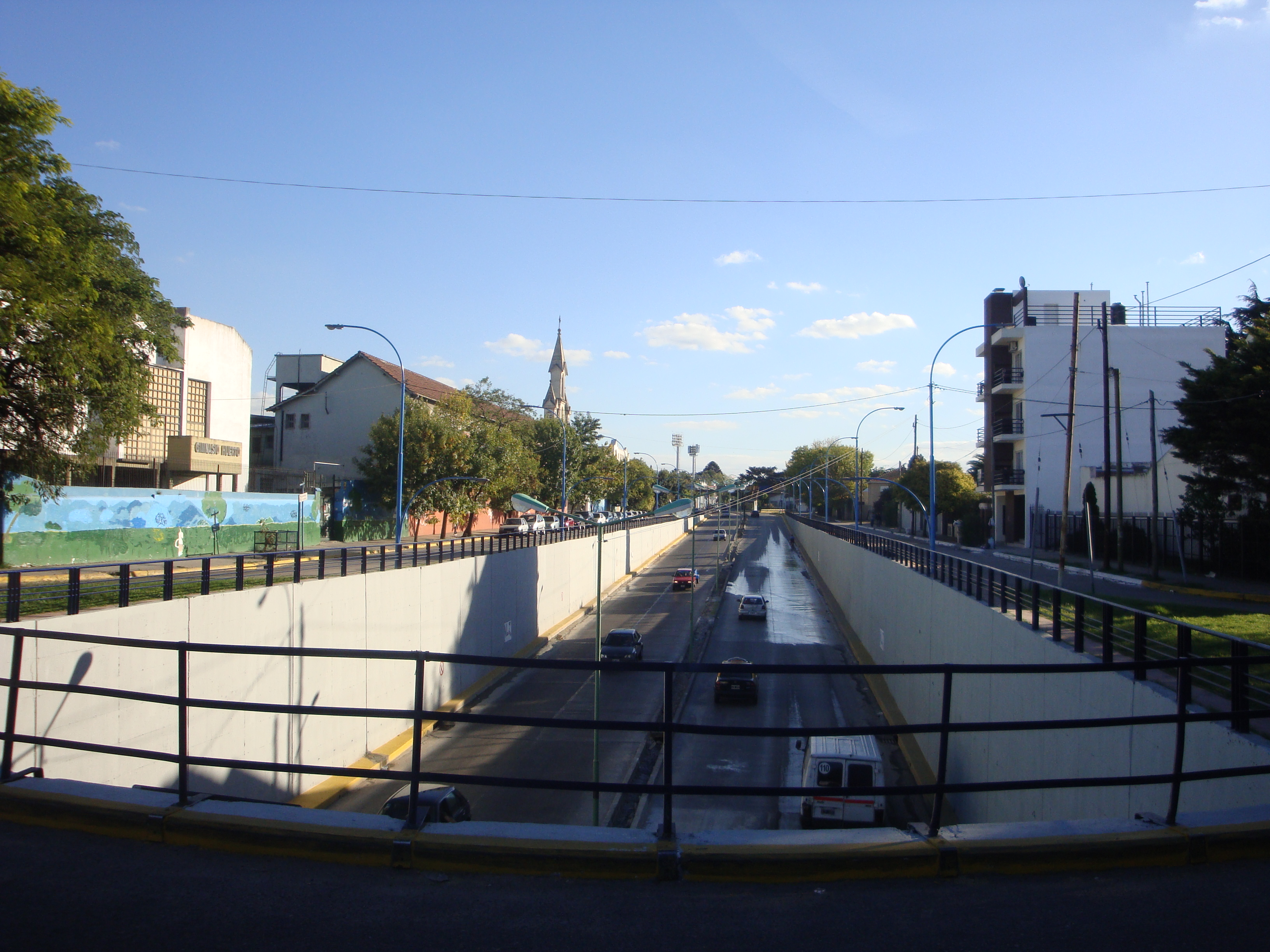
Paso en Temperley bajo el Ferrocarril General Roca que comunica la parte oeste con la parte este de la ciudad.

Como se encuentra en el Gran Buenos Aires, esta ruta no se diferencia de otras avenidas urbanas. Esta carretera cruza varias rutas radiales, que son las que salen desde la Ciudad de Buenos Aires. La ruta se extiende en dirección noreste - sudoeste entre las ciudades de Quilmes y Temperley. Antiguamente formaba parte del Camino de Cintura, camino que rodea a la capital de la República Argentina a unos 10 a 20 km de distancia.
Este camino comienza en la avenida costanera de la ciudad de Quilmes, denominada Cervantes, finalizando en la Avenida Hipólito Yrigoyen en la ciudad de Temperley junto al apeadero  Hospital Español del ramal ferroviario Haedo-Temperley.
|  |  | KDSTa |

|  |  | STR |

|  | RMq | SKRZ-Au | RMq |

|  |  | ABZgl |

|  |  | STR |

|  |  | ABZgr |

|  |  | TEEaq | STRq |

|  |  | TEEaq | STRq |

| lDAMPF |  | SKRZ-GBUE |  |

|  | STRq | KRZ | STRq |

|  | STRq | KRZ | STRq |

|  |  | STR |

|  | STRq | KRZ | STRq |

|  |  | STR |

|  | STRq | KRZ | STRq |

|  | STRq | KRZ | STRq |

|  | WASSERq | WBRÜCKE1 | WASSERq |

|  | WASSERq | WBRÜCKE1 | WASSERq |

|  | STRq | TBHF | STRq |

|  |  | STR |

|  | STRq | KRZ | STRq |

|  |  | SKRZ-GBUE |

|  | STRq | TEEeq |  |

|  |  | TEEaq | STRq |

|  | STRq | TEEeq |  |

|  |  | TEEaq | STRq |

|  |  | TEEaq | STRq |

|  | STRq | KRZ | STRq |

| lDAMPF |  | SKRZ-GBUE |  |

|  |  | STR |

|  | CONTgq | ABZqlr | CONTfq |

## Localidades
A continuación se enumeran las localidades servidas por esta ruta.
- Partido de Quilmes: límite entre Quilmes (al sudeste) y Bernal (al noroeste).
- Partido de Lomas de Zamora: Barrio San José, Temperley y Turdera.

## Nomenclatura municipal
Debido a que esta carretera discurre por zonas urbanas, los diferentes municipios dieron nombres a esta ruta
- Partido de Quilmes: Avenida Otamendi, Avenida Cevallos, Avenida Las Heras, Avenida Lamadrid y Avenida Tomás Flores.
- Partido de Lomas de Zamora: Avenida Eva Perón y Avenida 9 de Julio.

## Lugares de interés
- Costa y ex-balneario de Quilmes
- Estadio Alfredo Beranger del Club Atlético Temperley.